# Numerais gregos
Os numerais gregos são um sistema para representar números que utiliza caracteres do alfabeto grego. Na Grécia moderna, ainda são usados como numerais ordinais, à semelhança dos numerais romanos que por vezes ainda são utilizados em Portugal e no Brasil; para números cardinais são utilizados os numerais árabes. 
Antes da utilização deste sistema foram utilizado um outro, similar aos numerais romanos na forma de operar, obedecendo às seguintes atribuições: Ι = 1, Π = 5, Δ = 10, Η = 100, Χ = 1000, e Μ = 10000. A partir do século IV a.C., foi sendo substituído por um sistema alfabético quase decimal, também conhecido por sistema de numeração jónico.  
| Letra           | Valor | Letra | Valor | Letra | Valor |
| --------------- | ----- | ----- | ----- | ----- | ----- |
| α´              | 1     | ι´    | 10    | ρ´    | 100   |
| β´              | 2     | κ´    | 20    | σ´    | 200   |
| γ´              | 3     | λ´    | 30    | τ´    | 300   |
| δ´              | 4     | μ´    | 40    | υ´    | 400   |
| ε´              | 5     | ν´    | 50    | φ´    | 500   |
| ϝ´ ou ς´ ou στ´ | 6     | ξ´    | 60    | χ´    | 600   |
| ζ´              | 7     | ο´    | 70    | ψ´    | 700   |
| η´              | 8     | π´    | 80    | ω´    | 800   |
| θ´              | 9     | ϟ´    | 90    | ϡ´    | 900   |